# شهاب ۱
موشک بالستیک شهاب ۲ در رزمایش پیامبر اعظم ۲
موشک شهاب ۱، یک موشک ساخت ایران است که در برنامه موشکهای کوتاه برد ایران قرار دارد. این موشک از موشکهای اسکاد-بی کوچکی به حساب می‌آید که بین سال‌های ۶۵–۱۳۶۴ هجری شمسی از سوریه و لیبی وارد ایران شده‌اند. این موشک که دارای برد ۳۰۰ کیلومتر است در دوران جنگ ایران و عراق، به ایران امکان هدف قراردادن بغداد را می‌داد. موشک‌های اسکاد-بی از جمله شهاب ۱، بعدها از کشورهایی چون کره شمالی و  هم وارد شدند. بین جنگ ایران و عراق برآورد می‌شود که حدوداً ۱۰۰ تا ۲۳۱ موشک اسکاد-بی از سمت ایران به عراق، شلیک شده‌است.
ایران ساختن موشک شهاب ۱ را بین سال‌های ۱۳۶۷ تا ۱۳۷۳، آغاز کرد و هم‌اکنون تولیدکننده رسمی این موشک به حساب می‌آید. بعد ها با تولید موشکهای پیشرفته دیگر و خارج شدن از حالت عملیاتی حدود ۱۵۰ عدد از موشکهای شهاب ۱ و شهاب ۲ به عمان فروخته شد. همچنین حدود ۲۰۰ عدد دیگر نیز به سوریه و حزب‌الله لبنان فروخته شده است.

## استفاده‌کننده
ایران
 عمان
 سوریه